# Союз ТМА-16М
«Союз ТМА-16М» — российский пассажирский транспортный пилотируемый космический корабль, на котором был осуществлён полёт к Международной космической станции, начавшийся 27 марта 2015 года. Во время полёта на МКС доставлены три участника долговременной экспедиции МКС-43/44 и возвращены на Землю три космонавта (1 участник долговременной экспедиции МКС-43/44 и 2 участника кратковременной экспедиции посещения ЭП-18). Это 123-й пилотируемый полёт корабля «Союз», первый полёт которого состоялся в 1967 году.

## Экипаж старта
Решением Федерального космического агентства (Роскосмос) и НАСА, совместно с международными партнерами, Михаил Корниенко и Скотт Келли должны были проработать на борту Международной космической станции в течение года. Это первый полёт с годовой миссией на МКС.
| Космонавт          | Должность            | # полёта      | Корпорация    |               |               |               |
| Экипаж старта      | Экипаж старта        | Экипаж старта | Экипаж старта | Экипаж старта | Экипаж старта | Экипаж старта |
| ------------------ | -------------------- | ------------- | ------------- | ------------- | ------------- | ------------- |
| Геннадий Падалка   | Командир экипажа     | 5             | Роскосмос     |               |               |               |
| Михаил Корниенко   | Бортинженер-1        | 2             | Роскосмос     |               |               |               |
| Скотт Келли        | Бортинженер-2        | 4             | НАСА          |               |               |               |
| Дублёры            |                      |               |               |               |               |               |
| Алексей Овчинин    | Командир экипажа     | 1             | Роскосмос     |               |               |               |
| Сергей Волков      | Бортинженер-1        | 3             | Роскосмос     |               |               |               |
| Джеффри Уильямс    | Бортинженер-2        | 4             | НАСА          |               |               |               |
| Экипаж возвращения |                      |               |               |               |               |               |
| Геннадий Падалка   | Командир экипажа     | 5             | Роскосмос     |               |               |               |
| Андреас Могенсен   | Бортинженер-1        | 1             | ЕКА           |               |               |               |
| Айдын Аимбетов     | Бортинженер-2, ЭП-18 | 1             | Казкосмос     |               |               |               |

## Полёт
Корабль стартовал со стартового комплекса площадки № 1 космодрома «Байконур» 27 марта 2015 года в 22:42 мск и 28 марта 2015 года в 4:43 мск причалил к малому исследовательскому модулю «Поиск» российского сегмента МКС. 28 августа 2015 года корабль со стыковочного узла малого исследовательского модуля «Поиск» перестыковали на стыковочный узел служебного модуля «Звезда» с целью освобождение стыковочного узла для приема корабля «Союз ТМА-18М».
12 сентября 2015 года в 3:32 мск корабль успешно приземлился в казахской степи.

## Галерея
- Дублирующий экипаж «Союз ТМА-16М» в Звёздном городке
- Ракету везут к стартовому столу
- Запуск 27 марта 2015 года
- 80 секунд — полёт нормальный